# 埃默拉爾德島 (西北地區)
76°48′N 114°07′W / 76.800°N 114.117°W

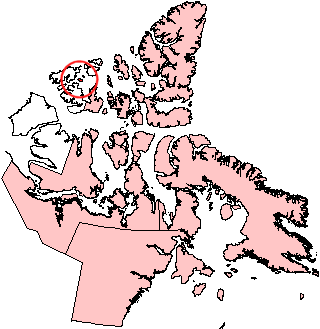

埃默拉爾德島是加拿大的島嶼，位於北冰洋海域，屬於伊麗莎白女王群島的一部分，由西北地區負責管轄，長36公里、寬22公里，面積549平方公里，最高點海拔高度150米，島上無人居住。